# 五十嵐政郎
五十嵐 政郎（いがらしまさお）は日本の地方公務員、造園家。 （公財）東京都公園協会常務理事で、千葉大学園芸学部および同大学大学院修士課程を経て1981年に東京都建設局に奉職して以降、公園緑地部計画課長　武蔵村山市緑化審議会委員、西部公園緑地事務所長、東京都建設局公園緑地部長　財団法人東京都慰霊協会理事　一般社団法人日本公園緑地協会理事　などを歴任。第 29 回全国都市緑化フェア TOKYOでは実行委員会事務局・事業本部ディレクターを務める

## 著書
- 市民ランドスケープの創造 市民ランドスケープ研究会 · 1997[3]